# トング

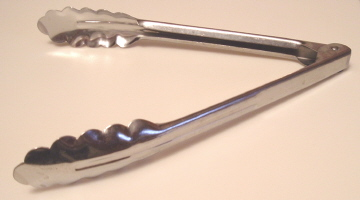
トング

トング（英: tongs）は、主にパンやパスタなどの食品を挟んでつかむための道具。

## 概要
トングは食品をピンセットのように挟み込むことによって箸よりも安易、かつ軽い力で掴みあげられる道具で、用途によって異なった形状のトングを使い分ける。末端が支点となった構造で、ばねの力で緩く開く状態になるように作られており、先端部は物品をはさんで落とさないようにするためにひろくへら状になっているか、凹凸がついていて掴む対象に食い込むようになっている。
衛生を保つことを考慮して金属ないしプラスチック製であることが多く、頻繁に洗浄することに向く。これは食品を掴むための配慮であるが、そのため表面は滑らかである。なお、使い捨ての紙トングもある。
似たような使われ方をする食器では向かい合わせにした2本のスプーンが挙げられるが、2本のスプーンは後端が固定されておらず、上手に扱うにはやや訓練を必要とする。トングの場合は単に握り締めるだけで開閉が可能であるため、扱いが容易である。
トングは食器の範疇として食卓の上で使われることもあるが、これで掴んで食品を口に運ぶことはない。あくまでも食品を自分の皿にとるために使われる（サービストング）。セントラルキッチンや食品加工工場では食材を掴む場合にも利用されるなど、調理器具の一種としても扱われる。またビュッフェやセルフサービスのパン屋では、客が食品を取る際に利用される。
原語の英語では、2本の脚のそれぞれ1本がtong（トング）にあたり、製品全体は2本の脚の組み合わせとしてtongs（トングズ）と複数形で呼ばれる。

## 衛生上の注意
トングはバーベキューや焼肉で食材を焼く際にも使われる。生肉に触れたトングで、口に入れる直前の食材・料理を取り分ける人もいる。これは食中毒のリスクを高めるため、厚生労働省が避けるよう呼び掛けている。

## 用途による分類

### 食品用

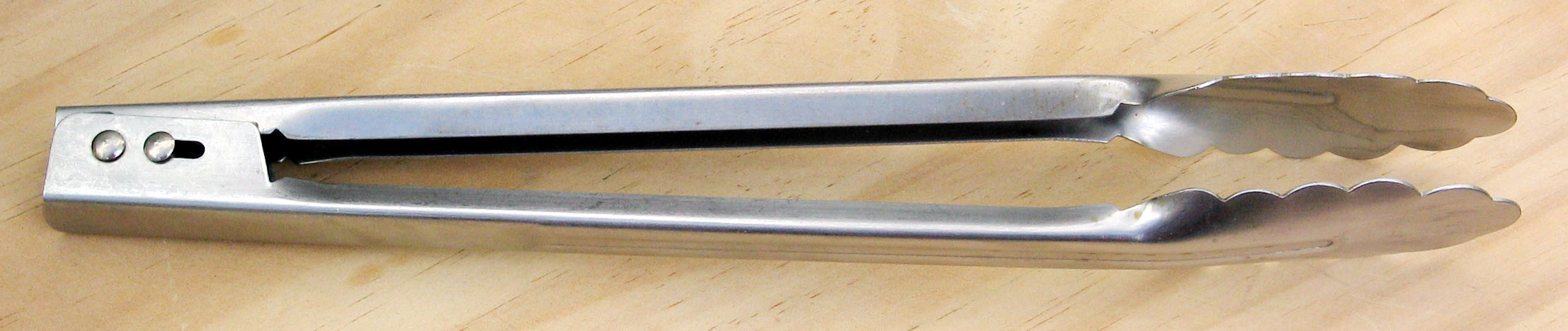
万能トング

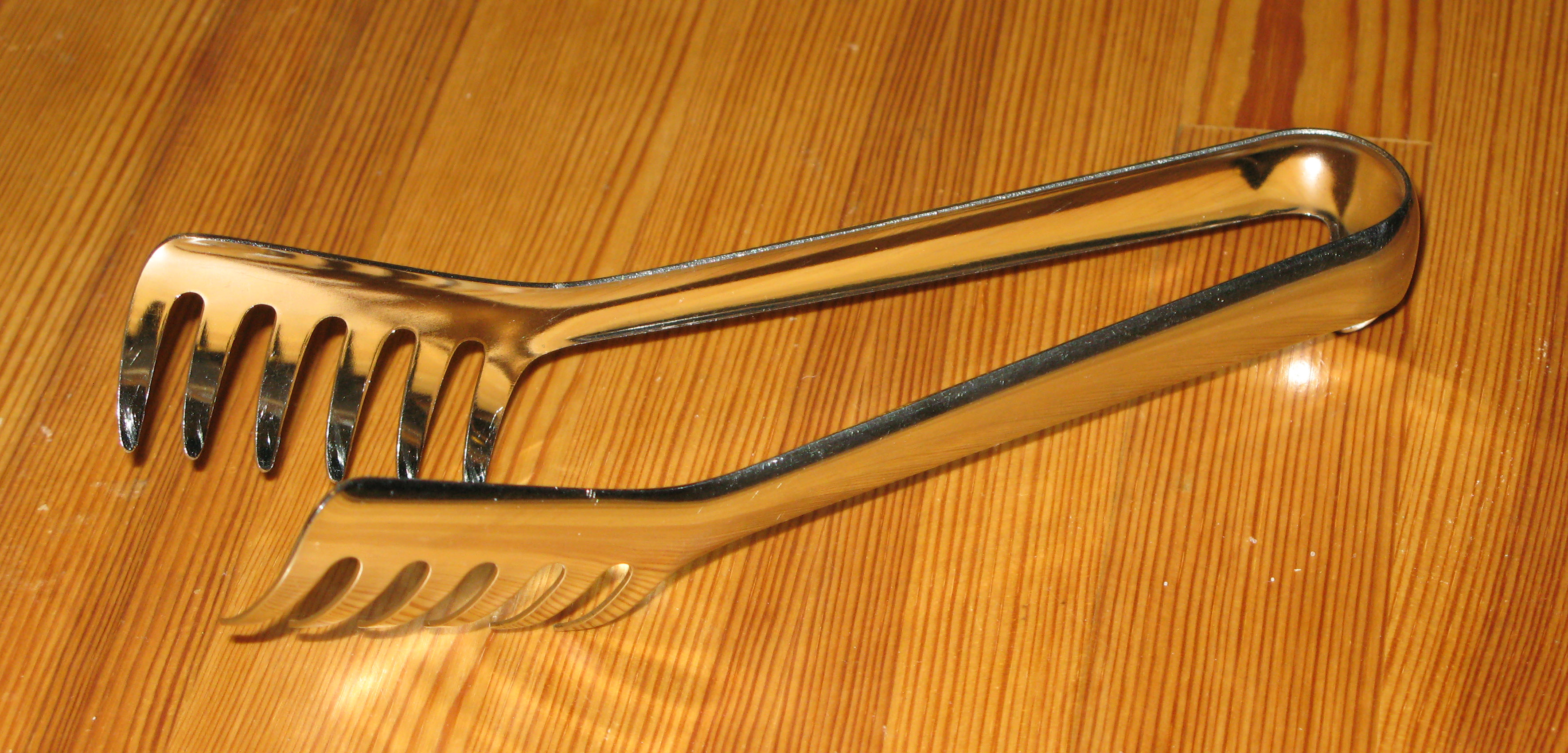
スパゲッティトング

- 万能トング
- スパゲッティトング
- サラダトング
- ブレッドトング
- バーベキュートング
- ケーキトング
- シュガートング
- アイストング
- アイスクリームトング
- レトルトトング

### その他

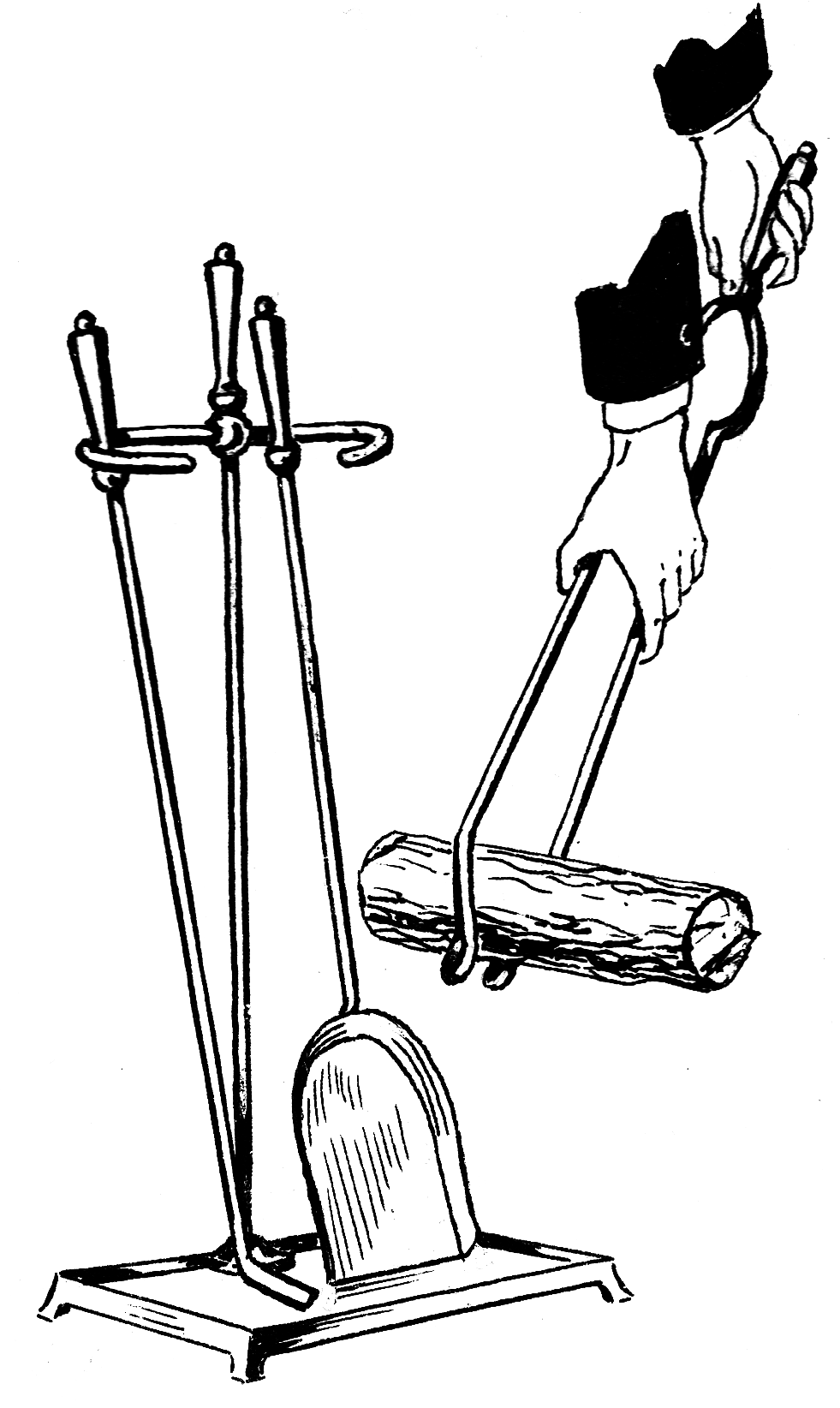

- 火ばさみ - 火箸と呼ぶ地域もある。炭や薪を扱うための大型の金属製トング。ごみ拾いにも利用される。ババつかみ。